# Scardamia
Scardamia is een geslacht van vlinders van de familie spanners (Geometridae), uit de onderfamilie Ennominae.

## Soorten
- S. aetha Prout, 1926
- S. aurantiacaria Bremer, 1864
- S. auricincta Walker, 1862
- S. bractearia Walker, 1860
- S. chrysolina Meyrick, 1892
- S. eucampta Prout, 1930
- S. iographa Prout, 1932
- S. ithyzona Turner, 1919
- S. klossi Rothschild, 1915
- S. maculata Warren, 1897
- S. metallaria Guenée, 1858
- S. neeraria Oberthür, 1912
- S. neophronaria Oberthür, 1912
- S. nubilicosta Prout, 1932
- S. obliquaria Leech, 1897
- S. percitraria Fryer, 1912
- S. rectilinea Warren, 1896
- S. rectistrigata Wehrli, 1924
- S. seminigra Prout, 1925
- S. todillaria Möschler, 1882